# Ілона Курцова-Штєпанова
Ілона Курцова-Штєпанова (чеськ. Ilona Štěpánová-Kurzová; 19 листопада 1899, Львів — 25 вересня 1975, Прага) — чеська концертна піаністка та викладач фортеп'яно, професор Празької академії мистецтв. Донька чеського піаніста Вілема Курца, який у 1898—1919 роках викладав фортеп'яно у львівській консерваторії Галицького музичного товариства. Відома нам також як авторка трактату «Фортеп'янна техніка» (опубл. 1979 р.), в якому виклала свою методику розвитку фортеп'янної техніки.

## Біографія
Ілона Штепанова-Курзова належить до видатних представників чеської школи фортеп'яно. Для громадськості вона відома як шанований і популярний педагог, який за своє життя підготував чимало чудових виконавців. Ілона Штєпанова входила до числа найкращих європейських артистів свого часу. 
Вона народилася у Львові; єдина донька в родині прекрасних викладачів фортеп'яно Вілема Курца та його дружини Режени. Її батьки почали навчання гри на фортеп'яно у дуже ранньому віці. Її концертна кар'єра почалася у Львові у віці десяти років з Моцартівським Концертом ре мажор, під диригуванням Оскара Недбала в супроводі віденського оркестру Tonkünstlerverein. Цей концерт повторили у Відні та Празі.

### Концертна діяльність

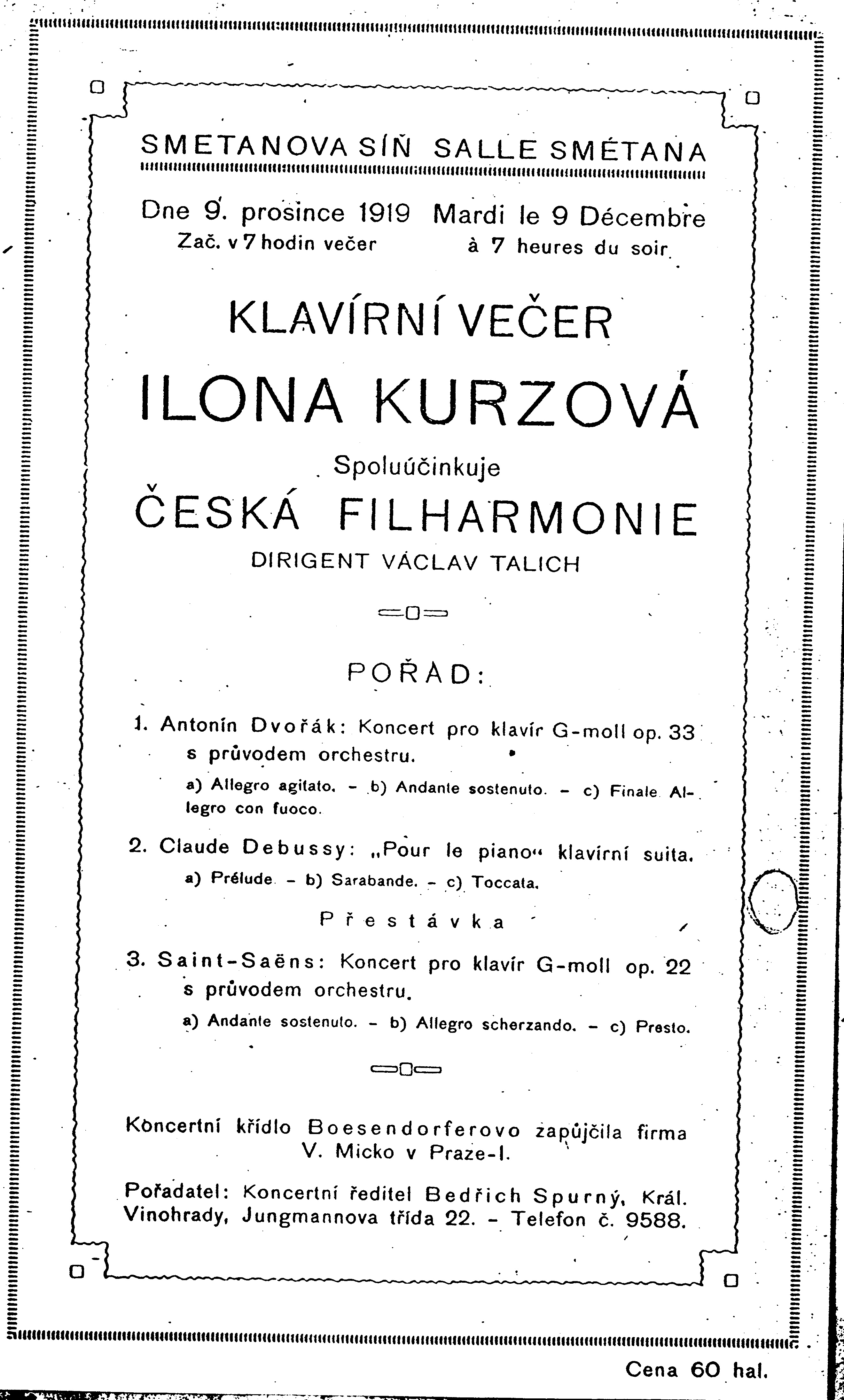
Прем'єра фортеп'янного концерту Дворжака соль мінор, тв.33, виступ Вілема Курца 9 листопада 1919, Ілона Курцова, Чеський філармонічний оркестр під керівництвом Вацлава Талиха

Починаючи з 1911 р. вона провадила широку концертну діяльність, яка тривала до другої половини 1930-х. Ілона Штєпанова успадкувала професійну майстерність, до якої додала особистий внесок — глибокий внутрішній досвід та поетичність. Ці якості зробили її однією з найпопулярніших піаністів свого часу.  Вона виконувала незліченні сольні концерти у супроводі видатних оркестрів та камерних ансамблів (наприклад Чеський квартет, Празький квартет та ін.) у своїй країні та за кордоном (виступи в Польщі, Німеччині, Австрії, Голландії). В її репертуарі одинадцять фортеп'янних концертів з оркестром, всі основні твори світової музичної літератури всіх періодів (особливо знана своєю інтерпретацією композицій Шопена).
З чеської фортеп'янної музики вона грала переважно Йозефа Сука, Вітезслава Новака, Бедржіха Сметана, Антоніна Дворжака, а також композиції сучасних чеських авторів (К. Б. Їрак, Б. Вомачка). Вона презентувала прем'єри багатьох композицій: наприклад, у 1919 році вона зіграла фортеп'янний концерт соль мінор Дворжака в перекладі її батька Вілема Курца під диригентством Вацлава Талиха; на фестивалі сучасної музики у Франкфурті-на-Майні у 1926 році вона виконала світову прем'єру концерту Яначека (чеська прем'єра — 16 лютого 1926); з російської музики вона грала 3-й фортеп'янний концерт Прокоф'єва до мажор у Празі в 1926 році.
Шлюб із видатним чеським піаністом, композитором, педагогом і музикознавцем Вацлавом Штєпаном (1924) означав чергове продовження громадської діяльності для піаністки. Виконували сучасну музику та багато сольних концертів двох фортеп'яно.

### Педагогіка
Педагогічні здібності Ілони Штєпанової проявлялися з юних років. Як і у своїй концертній кар'єрі, вона досягла видатних успіхів у цій галузі. Після смерті чоловіка (1944) вона керувала маґістерською школою студентів Празької консерваторії. Коли Вільем Курц помер, вона також взяла на себе його студентів.
З 1946 р. вона була професором Академії музики та драми в Празі (серед її випускників були Іван Моравець, Мірка Покорна, Ілля Гурнік, Анна Махова, Зденєк Гнат, Дагмар Балогова, Зорка Лохманова-Жихова, Ярослав Їранек та ін.) Вона повністю зосередилася на викладанні до кінця свого життя. Її син Павло Штєпан став продовжувачем сімейних традицій. Піаніст звернув увагу на творчі наміри педагогічної школи Курца. Це видно в його точній інтерпретації партії та дотриманні стилю композитора, прекрасної тонкої звукової кантилени та блиску технічного виконання. Ілона Штєпанова збагатила чеську піаністичну школу глибоким внутрішнім досвідом, барвами та пластичністю нюансів дотику. Це дозволило їй повністю розслабити весь ігровий апарат у поєднанні зі свідомим закріпленням деяких його частин.

### Публікації
Антологія технічних студій Ілони Штєпанової «Фортепіанна техніка» [Klavírní technika] (Прага 1979; готуються нові публікації), завершена методичним поясненням, яке розширює Курцові «Технічні основи гри на фортепіано» [Technické základy klavírní hry] (Прага 1924), яку вона подекуди цитує. В праці проаналізовані найдрібніші деталі окремих компонентів техніки фортеп'янної. Кожна з вісімнадцяти серій зосереджується на одній технічній проблемі, в поступово структурованих вправах. Розвиток тенденцій фортеп'янної гри підтвердив правильність її суджень і був створений всебічний довідник, який професіонали оцінюють по сьогоднішній день.